# Eriborus tibialis
Eriborus tibialis är en stekelart som först beskrevs av Tosquinet 1903.  Eriborus tibialis ingår i släktet Eriborus och familjen brokparasitsteklar. Inga underarter finns listade i Catalogue of Life.